# Brassica incana
Brassica incana är en korsblommig växtart som beskrevs av Michele Tenore. Brassica incana ingår i släktet kålsläktet, och familjen korsblommiga växter. IUCN kategoriserar arten globalt som otillräckligt studerad. Inga underarter finns listade i Catalogue of Life.